# Scopula permutans
Scopula permutans là một loài bướm đêm trong họ Geometridae.